# Liste der japanischen Botschafter in Österreich
Dies ist die Liste der japanischen Botschafter in Österreich.

## Missionschefs

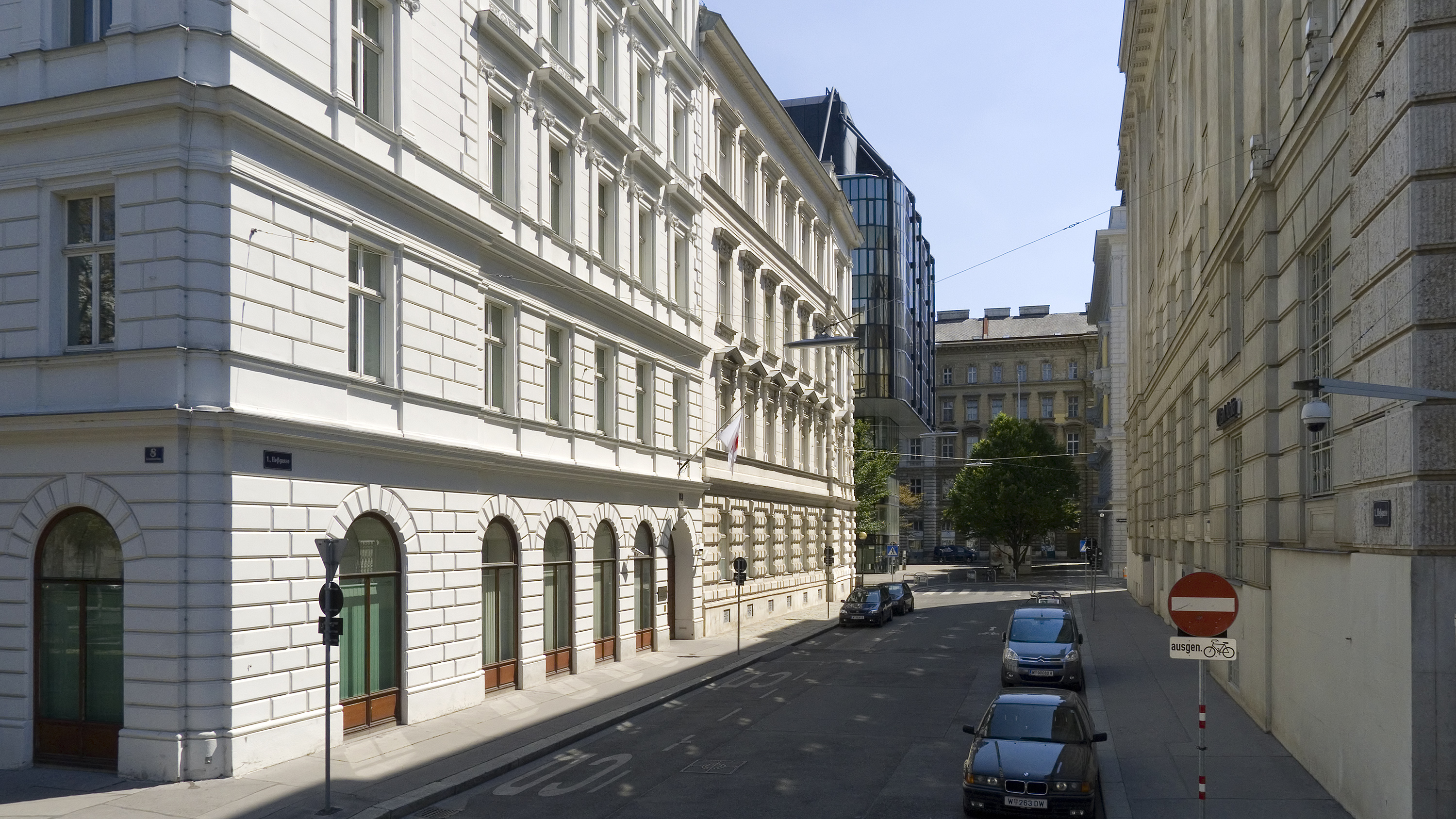
Kanzlei der Japanischen Botschaft im 1. Wiener Gemeindebezirk Innere Stadt, Heßgasse 6 (links im Bild)

| Amtszeit                      | Name (japanisch) | Name (transkribiert) | Anmerkungen                                |
| ----------------------------- | ---------------- | -------------------- | ------------------------------------------ |
| 1873–1875                     | 河瀬真孝         | Masataka Kawase      | Österreich-ungarische Monarchie (bis 1918) |
| 1875–1880                     | 青木周蔵         | Aoki Shūzō           |                                            |
| 1880–1881                     | 井田譲           | Ida Yuzuru           |                                            |
| 1882–1884                     | 上野景範         | Kagenori Ueno        |                                            |
| 1885–1887                     | 西園寺公望       | Saionji Kimmochi     |                                            |
| 1887–1890                     | 戸田氏共         | Ujitaka Toda         |                                            |
| 1890–1892                     | 渡辺洪基         | Koki Watanabe        |                                            |
| 1892–1895                     | 大山綱介         | Ōyama Tsunakai       |                                            |
| 1895–1899                     | 高平小五郎       | Takahira Kogorō      |                                            |
| 1899–1906                     | 牧野伸顕         | Makino Nobuaki       |                                            |
| 1906–1907                     | 珍田捨巳         | Chinda Sutemi        |                                            |
| 1907–1909                     | 内田康哉         | Uchida Kōsai         |                                            |
| 1909–1914                     | 秋月左都夫       | Akizuki Satsuo       |                                            |
| 1914–1914                     | 佐藤愛麿         | Sato Aimaro          |                                            |
| 1914: Abbruch der Beziehungen |                  |                      |                                            |
| 1921–1923                     | 本多熊太郎       | Honda Kumatarō       | Erste Republik Österreich (1919–1938)      |
| 1924–1926                     | 赤塚正助         | Akatsuka Shosuke     |                                            |
| 1927–1930                     | 大野守衛         | Ōno Morie            |                                            |
| 1931–1932                     | 有田八郎         | Arita Hachirō        |                                            |
| 1933–1935                     | 松永直吉         | Matsunaga Naokichi   |                                            |
| 1936–1937                     | 谷正之           | Tani Masayuki        |                                            |
| 1938: Abbruch der Beziehungen |                  |                      |                                            |
| 1955–1956                     | 大野勝巳         | Katsumi Ōno          | Zweite Republik Österreich (seit 1955)     |
| 1957–1961                     | 古内広雄         | Furuuchi Hiroo       |                                            |
| 1961–1964                     | 内田藤雄         | Fujio Uchida         |                                            |
| 1965–1968                     | 法眼晋作         | Shinsaku Hogen       |                                            |
| 1968–1971                     | 新関欽哉         | Kinya Niiseki        |                                            |
| 1971–1975                     | 藤山楢一         | Fujiyama Naraichi    |                                            |
| 1975–1980                     | 鹿取泰衛         | Yasue Katon          |                                            |
| 1980–1983                     | 山戸徹           | Akira Yamato         |                                            |
| 1983–1985                     | 宮沢泰           | Miyazawa Yasushi     |                                            |
| 1985–1987                     | 村田良平         | Ryohei Murata        |                                            |
| 1987–1989                     | 矢田部厚彦       | Yatabe Atsuhiko      |                                            |
| 1989–1992                     | 長谷川和年       | Hasegawa Kazutoshi   |                                            |
| 1992–1993                     | 小野寺龍二       | Onodera Ryuji        |                                            |
| 1993–1996                     | 黒川剛           | Tsuyoshi Kurokawa    |                                            |
| 1996–1999                     | 高島有終         | Yūshū Takashima      |                                            |
| 1999–2003                     | 伊集院明夫       | Akio Ijuin           |                                            |
| 2003–2006                     | 橋本宏           | Hiroshi Hashimoto    |                                            |
| 2006–2007                     | 梅津至           | Itaru Umezu          |                                            |
| 2007–2010                     | 田中映男         | Utsuotoko Tanaka     |                                            |
| 2010–2013                     | 岩谷滋雄         | Shigeo Iwatani       |                                            |
| 2013–2016                     | 竹歳誠           | Makoto Taketoshi     |                                            |
| 2016–                         | 小井沼紀芳       | Kiyoshi Koinuma      |                                            |